# Daohugoa longa
Daohugoa longa (лат.) — вид вымерших пилильщиков рода Daohugoa из семейства Xyelidae. Северо-восточный Китай, провинция Внутренняя Монголия (Daohugou Village, Wuhua Town, уезд Нинчэн, юрский период, Jiulongshan Formation).

## Описание
Длина тела около 8 мм (без яйцеклада и ещё 9 мм приходится на яйцеклад). Глаза мелкие, овальные. Усики с коротким скапусом. Мезосома шире головы.

## Систематика и этимология
Вид был впервые описан по отпечаткам в 2019 году китайскими энтомологами Mei Wang и Dong Ren (Пекин, Китай) и российским гименоптерологом Александром Павловичем Расницыным (ПИН РАН, Москва). Название происходит от латинского слова longus («длинный»), что связано с таким признаком, как длинный пронотум. Вместе с типовым видом Daohugoa tobiasi Rasnitsyn and Zhang, 2004 и другими таксонами составляет род Daohugoa из монотипического подсемейства Daohugoinae. Архаичная группа пилильщиков из надсемейства Xyeloidea.